# Gmina Spring (Iowa)

Położenie Gminy Spring w hrabstwie Cherokee

Gmina Spring (ang. Spring Township) – gmina w USA, w stanie Iowa, w hrabstwie Cherokee. Według danych z 2000 roku gmina miała 163 mieszkańców, a jej powierzchnia wynosi 93,76 km².